# Jim Roskind
Jim Roskind je americký softwarový inženýr, který v roce 2012 jako zaměstnanec společnosti Google vytvořil několik prvních verzí protokolu QUIC. Se 7 dalšímu lidmi, včetně Steva Kirsche, se v roce 1994 podílel na vytvoření vyhledávací služby Infoseek. V roce 1994 také napsal profiler pro Python, který se stal součástí jeho standardní knihovny. V letech 1995 až 2003 byl hlavním architektem v Netscape Communications Corporation a vyvinul javový modul datové bezpečnosti pro Netscape.

## Spor s makléři
Během svého působení ve společnosti Netscape v roce 1996 vedl úspěšně žalobu proti společnosti Morgan Stanley, ve které tvrdil, že způsob, jakým prodali jeho akcie, způsobil, že dostal nižší cenu, než měl dostat. Tento případ se dostal až k Nejvyššímu soudu USA, který se jím odmítl zabývat, čímž ponechal v platnosti precedens, že jednotlivci mohou žalovat makléře kvůli porušení státních zákonů.